# Équipe de Chypre masculine de volley-ball
L'équipe de Chypre masculine de volley-ball est composée des meilleurs joueurs chypriotes sélectionnés par la Fédération chypriote de volley-ball (KOP : Kypriaki Omospondia Petosfairisis). Elle est classée au 117e rang au classement de la FIVB au 15 janvier 2014.

## Palmarès et parcours

### Palmarès
- Championnat d'Europe des petits États (7)
  - Vainqueur : 2000, 2002, 2005, 2007, 2009, 2011, 2013

### Parcours

#### Championnat d'Europe des petits États
- 2000 : Vainqueur
- 2002 : Vainqueur
- 2005 : Vainqueur
- 2007 : Vainqueur
- 2009 : Vainqueur
- 2011 : Vainqueur
- 2013 : Vainqueur
- 2015 :  Finaliste